# Bagodo
Bagodo est un canton situé dans l'arrondissement de Dir, département du Mbéré, région de l'Adamaoua au Cameroun.

## Localisation
le canton de Bagodo est situé dans l'arrondissement de Dir, département du Mbéré, région de l'Adamaoua. Ce canton est classé au 2ème degré de Arrêté n°27 du 19 janvier 1982 déterminant les groupements traditionnelles de 2e degré dans le Département du Mbéré, region de l'Adamaoua.

## Climat
Bagodo possède un climat de savane à hiver sec (Aw) selon la classification de Köppen-Geiger. Bagodo est une zone avec des précipitations importantes. Même pendant le mois le plus sec, il pleut parfois. Sur l’année, la température moyenne à Bagodo est de 21,8 °C et les précipitations sont en moyenne de 951,9 mm.

## Population
Le cantons de Bagodo, identifié par le code numérique 1.4.1.3. En termes de démographie, le canton compte une population totale de 7 545 habitants, avec une répartition de 3 681 hommes et 3 864 femmes.

## Religion
La religion dominante dans ce canton est l'islam, davantage pratiqué par les peuls.Toutefois, certaines ethnies comme les Mboum et les Gbaya, auparavant animistes, adhèrent de nos jours à cette obédiance réligieuse. ensuite la réligion protestante pratiqué par la majorité du peuple gbaya et enfin les catholiques.

## Structure administrative du canton
Outre Bagodo proprement dit, le canton comprend les villages suivants : Wendoka, kela-sami, gao, Beyala, kofa.

## Services publics
Ce
le canton dispose des plaques solaire qui alimentent le vge[Quoi ?] 24h/24.

## Ressources naturelles
le canton de Bagodo dispose de deux écosystèmes à savoir la forêt et la savane. sa faune est constitué des rongeurs tels que lièvres, rats, lapin sauvages, on y rencontre également la gazelle, la biche et les antiloppes.